# نیکلاس کیج
نیکلاس کیم کوپولا (انگلیسی: Nicolas Kim Coppola؛ زادهٔ ۷ ژانویهٔ ۱۹۶۴) که با نام نیکلاس کیج (Nicolas Cage) شناخته می‌شود، بازیگر و فیلم‌ساز آمریکایی است. او در خانوادهٔ کوپولا به دنیا آمده و جوایز مختلفی از جمله یک جایزهٔ اسکار و یک جایزهٔ گلدن گلوب دریافت کرده‌است.
کیج برای بازی در فیلم‌های کمدی ماه‌زده (۱۹۸۷) ماه عسل در وگاس (۱۹۹۲) نامزد دریافت جایزهٔ گلدن گلوب شد و برای بازی در ترک لاس وگاس (۱۹۹۵) توانست جایزهٔ اسکار بهترین بازیگر مرد را کسب کند. او برای به تصویر کشیدن چارلی و دانلد کافمن در کمدی-درام اقتباس (۱۹۹۲) نامزد دریافت جایزهٔ اسکار شد.

## زندگی
نیکلاس کیج با نام «نیکلاس کیم کوپولا» در لانگ بیچ در کالیفرنیای به دنیا آمده‌است. پدرش آگوست کوپولا، پروفسور ادبیات و مادرش جوی فوگلزانگ، رقاص و طراح رقص. وی مسیحی کاتولیک است.

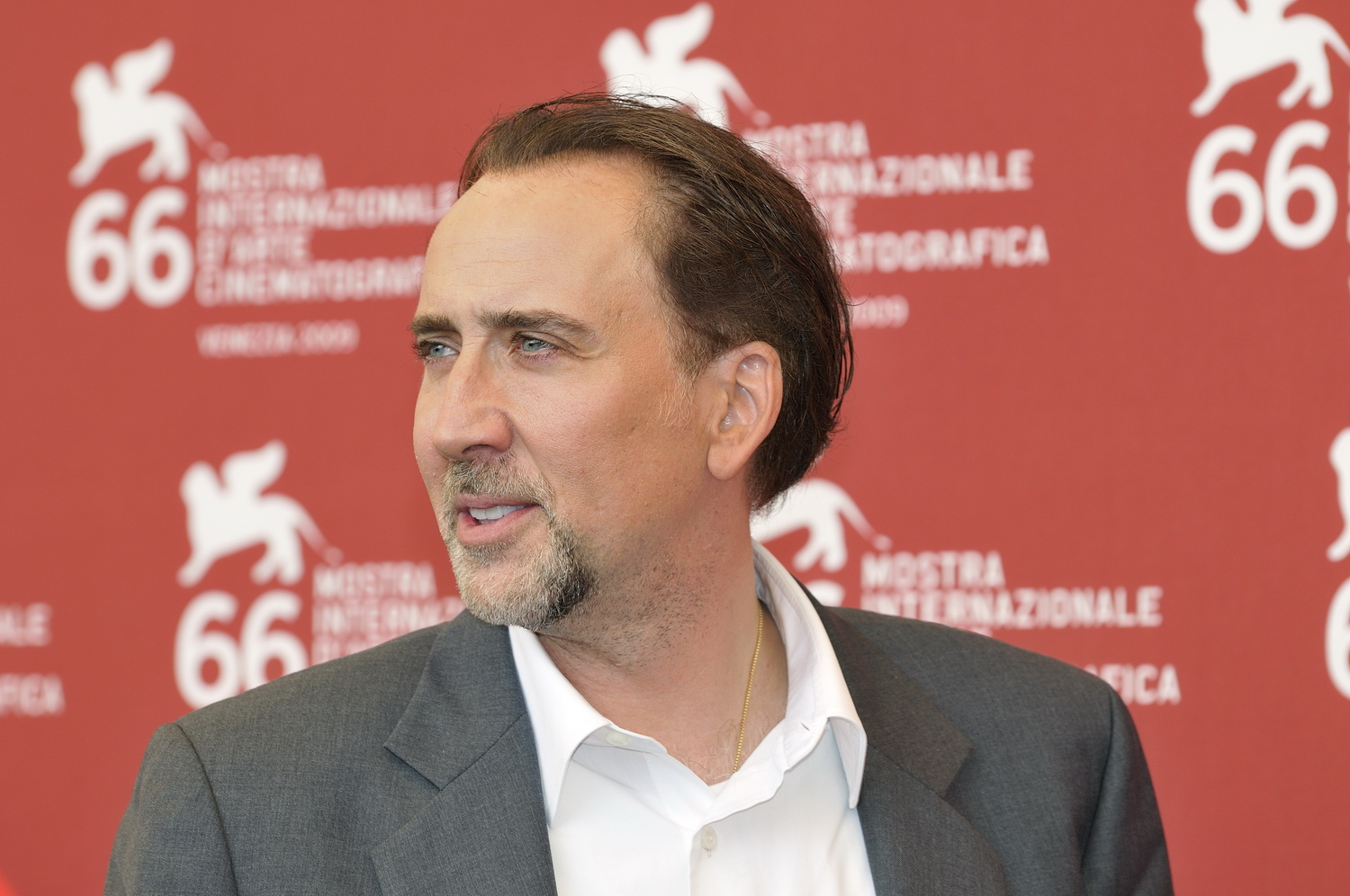
کیج در سال ۲۰۰۹

پدر نیکلاس از تبار ایتالیایی و مادرش آلمانی-لهستانی است. پدر پدربزرگ وی از مهاجرانی ایتالیایی است که به آمریکا آمده. عموی نیکلاس، فرانسیس فورد کوپولا کارگردان مجموعه فیلم‌های پدرخوانده است. گفتنی است که «رومن کوپولا» پسرعموی او و سوفیا کوپولا دختر عمویش هستند. دو برادر نیکلاس نیز با نام‌های «مارک کوپولا» و «کریستوفر کوپولا» در نیویورک برنامه‌های رادیویی اجرا می‌کنند.

## جوایز و افتخارات
- نیکلاس کیج در سال ۱۹۹۵ توانست جایزهٔ اسکار بهترین بازیگر نقش اول مرد، یک جایزه گولدن گلوب، جایزه انجمن بازیگران فیلم و چندین جوایز دیگر را بخاطر بازی در فیلم ترک لاس وگاس به‌دست آورد.
- جایزه ام‌تی‌وی بهترین اجرای دونفره در فیلم تغییر چهره مشترکاً با جان تراولتا
- کاندیدای بفتای بهترین بازیگر نقش اول مرد برای فیلم ترک لاس وگاس
- کاندیدای بفتای بهترین بازیگر نقش اول مرد برای فیلم اقتباس
- وی همچین در سال ۲۰۱۹ جایزه ویژه یک عمر فعالیت برای سینما را به‌دست آورد.
- نامزد جایزه تمشک طلایی بدترین بازیگر سال برای فیلم‌های گوست رایدر، گنجینه ملی: کتاب رمز و آینده